# 馬文健
馬文徤（1522年—1604年），字體乾，别号西田，山東兖州府鉅野縣人，明朝政治人物。

## 生平
嘉靖三十四年乙卯（公元1555年）山東郷試第十名舉人，嘉靖三十五年（1556年）丙辰科会试八十一名，廷试三甲六名進士。大理寺观政，授行人司行人，嘉靖三十八年九月考选陝西道監察御史。不久丁母高氏憂去職。四十一年復除原职，四十四年升任陕西按察司佥事。隆慶元年改补四川，四年四月调陕西，五年二月转陕西苑馬寺少卿兼佥事，驻守临巩。萬曆元年十月移驻于靖虏卫，为整饬靖虏兵粮道，二年甲戌（1574年）十一月，迁四川按察司副使。四年二月以虚报边墙功，镌俸二级。五年丁丑，上疏乞骸骨归郷。

## 家族
曾祖父馬周；祖父馬傑，曾任廵檢；父親馬詵。前母張氏；高氏。二子：振维、振经。